# بوب بوكانان
بوب بوكانان (بالإنجليزية: Bob Buchanan)‏ هو لاعب كرة قاعدة أمريكي، ولد في 3 مايو 1961 في ريدلي بارك في الولايات المتحدة.

## وصلات خارجية
- بوب بوكانان على موقعبيزبول رفرنس.كوم (الدوري الرئيسي) (الإنجليزية)